# Villa Visconti (Cadeo)

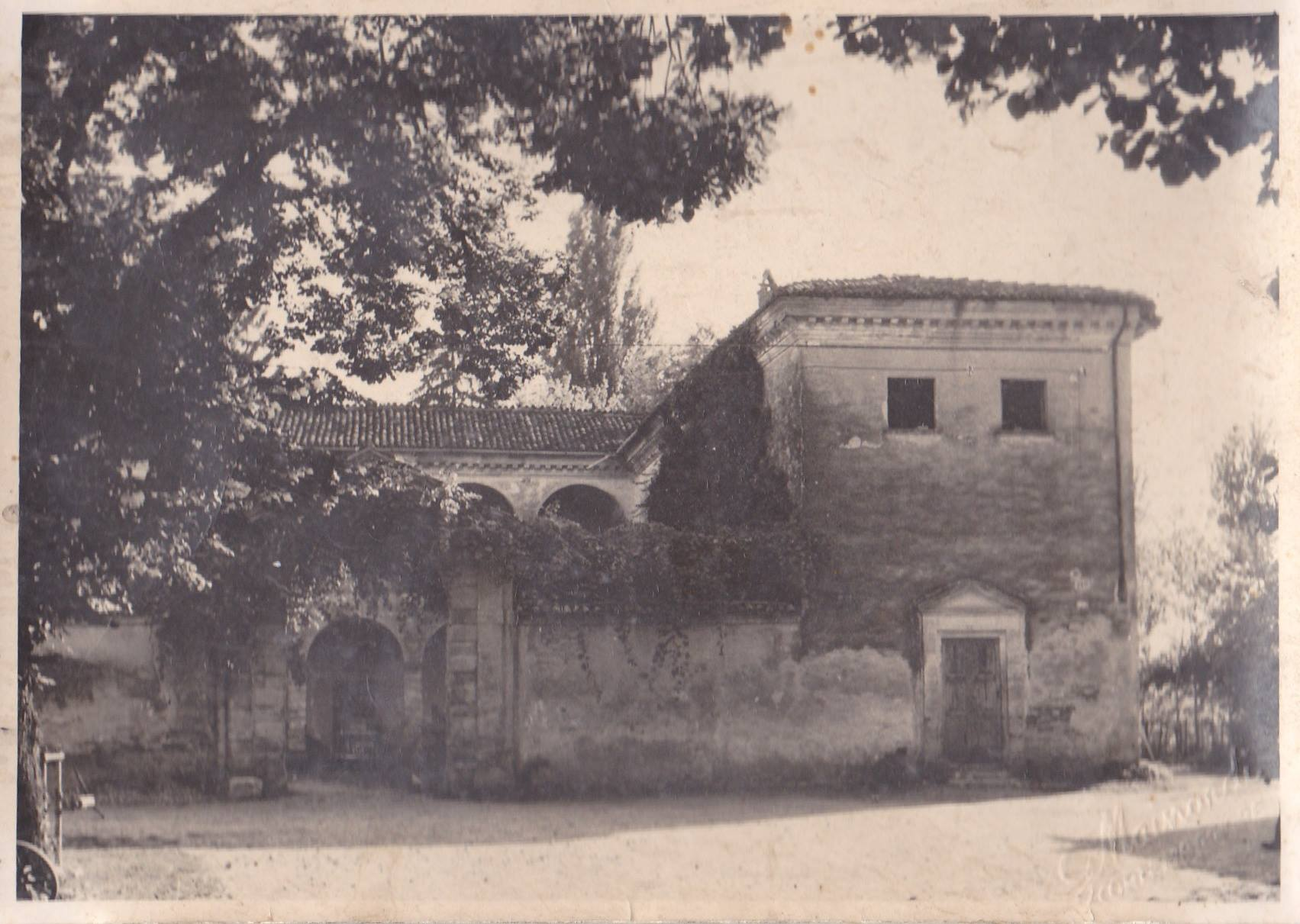
Villa Visconti in der zweiten Hälfte des 20. Jahrhunderts

Die Villa Visconti, auch Castello Tornora genannt, ist die Ruine eines Renaissance-Landhauses in Tornora bei Saliceto, einem Ortsteil von Cadeo in der italienischen Region Emilia-Romagna. Es handelt sich dabei um eines der signifikantesten Beispiele eines Komplexes mit geschlossenem Innenhof und landwirtschaftlichen Anbauten in der Provinz Piacenza.

## Geschichte
Das Baujahr des Gebäudes, das in einem Gebiet liegt, in dem die Familie Anguissola im 14. Jahrhundert etliche Anwesen besaß, ist unbekannt. 1466 gehörte das Gebiet der Familie Sforza. 1477 investierte der Herzog von Mailand, Gian Galeazzo Maria Sforza den Grafen Pier Francesco Visconti in das Lehen Tornora und das Nachbarlehen Saliceto.
Ein Herrenhaus an diesem Ort ist im Testament von Gabriele Agani Grandini aus dem Jahre 1535 zitiert.
Aus dem Jahre 1550 stammt ein Dokument, in dem ein „Haus mit Portikus“ erwähnt ist, das der mögliche, ursprüngliche Kern dessen ist, was später zur Villa Visconti wurde.
Eine weitere Erwähnung der Villa Visconti findet man in einer Quelle von 1558: „Quinternetto dil Comune di Tornara episcopato piacentino“, eine Anerkennung aller Güter in Tornora und seiner Einwohner. In diesem Dokument ist eine Mühle mit zwei Rädern erwähnt, die südlich der Villa liegt, die „Giesa (dt.: Kirche) di Tornora“ und ein „Haus mit Portikus und Scheune“. In den Ländereien der Farneses gebe es laut Dokumenten von 1558, 1570 und 1576 Bezüge zu einem Palast im Ort Tornora, der vielleicht auf den Resten einer früheren Burg errichtet worden sei und der Familie Visconti gehöre.
1577 erlangte die Familie Casati das Lehen Tornora durch Heirat zwischen dem Markgrafen Orazio Casati und Camilla Rollieri, die die Güter in Tornora von ihrem ersten Gatten, Geronimo Agani Grandini, geerbt hatte, der im Alter von 20 Jahren verstorben war. In Folge dieser Verbindung nahm deren Sohn Pier Antonio beide Familiennamen seiner Eltern an und wurde so zum Stammvater der Familie Casati Rollieri, die die Kontrolle über das Gebiet von Tornora, einschließlich der Villa Visconti, bis zum Anfang des 20. Jahrhunderts behielt. Die Mitgift der Camilla Rollieri Grandini umfasste, wie 1573 vermerkt ist „einen Besitz von 650 Perticos in Tornora mit Behausung für den Herrn und Meister und Arbeiter und Utensilien für den Gebrauch auf dem Besitz“. Weitere Erwähnungen des Hauses „des Herrn und Meisters“ stammen von 1576 und 1595. Von 1604 stammt dagegen eine erste Immobilienschätzung der Familie Casati Rollieri in Tornora: „die kultivierten Felder namens Chiavenna (...) weiters sieben Burgen, Hortus, Garten, Strangwiesen, Felder mit Bäumen, auf denen die Behausungen des Herrn, des Meisters, Cassina, Stallungen, Häuser von Arbeitern und andere Anbauten [stehen]“.
Ab 1620 wohnte die Familie Casati, beginnend mit der Person von Cesare Casati, dauerhaft in dem Landhaus. 1642 erhielt ebendieser Cesare Casati von der Pfarrei Saliceto das Eigentum des entweihten Oratoriums von Tornora, das vermutlich bis zum 16. Jahrhundert eine eigene Pfarrei gewesen war, bevor es verfallen war. Der Bau ist auch in einigen Dokumenten, die zu den Quellen der Casati Rollieris gehören und aus der Zeit 1668–1770 stammen, ein Dokument über eine Zahlung und ein Ortsvertrag.

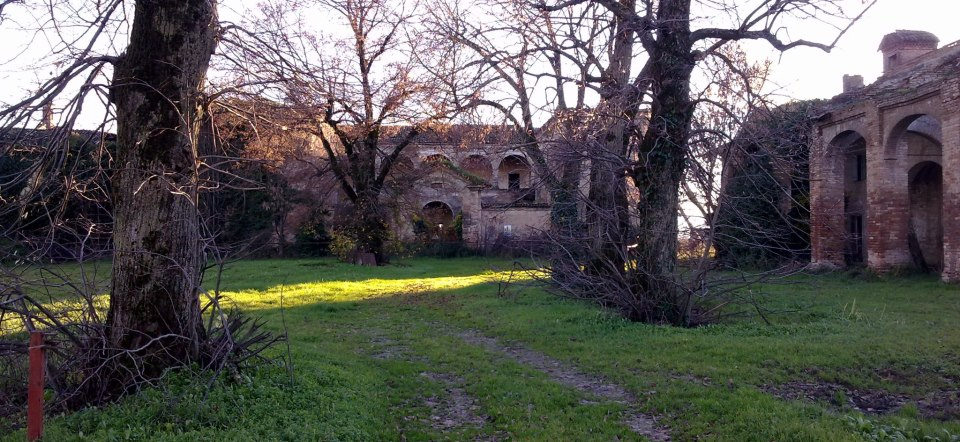
Die Villa 2012

Nach den Eintragungen im Kataster war 1821 der Markgraf Girolamo Casati Eigentümer des Landhauses, eines privaten Oratoriums im äußersten Südwesten des Komplexes, eines Gartens auf der Südseite, eines Hortus im Osten der Villa, eines Eishauses östlich des Gartens, einer „Fischerei“, eines Bauernhauses mit Portikus und Innenhof vor dem eigentlichen Landhaus und eines Feldes hinter der Villa, culto vitato, (dt.: kultiviert), d. h. mit Reihen von Rebstöcken.
1923 kaufte Paolo Rebecchi das Landhaus vom Markgrafen Giovanni Casati. Nach dem Tod von Rebecchi 1954 erbte seine Tochter Laura das Anwesen, die bis 1982 in dem Komplex lebte. Seitdem ist das Landhaus, das im Jahr zuvor an die Familie Lacchini aus Cremona fiel, unbewohnt. Nach der Aufgabe verschlechterte sich der Zustand des Landhauses drastisch: Es wurde von Vegetation überwuchert, was zum Eindringen erheblicher Mengen Wassers führte; Restaurierungs- und Umbauarbeiten wurden trotz der 2007 auferlegten Schutzverordnung der Soprintendenza Archeologia, Belle Arti e Paesaggio per le provincie di Parma e Piacenza gar nicht mehr durchgeführt.
2017 kaufte die Familie Girometta das stark verfallene Gebäude.
Im April 2021 zeigte sich das Landhaus, das schon etwa 40 Jahre lang aufgelassen worden war und an dem in den vorhergehenden Jahren weite Teile eingestürzt waren, ohne dass in der Zwischenzeit Erhaltungsarbeiten vom Eigentümer oder von den Institutionen eingeleitet worden wären, in einem Zustand stark fortgeschrittenen Verfalls, sodass seine eventuelle Erhaltung extrem schwierig werden dürfte.

## Beschreibung

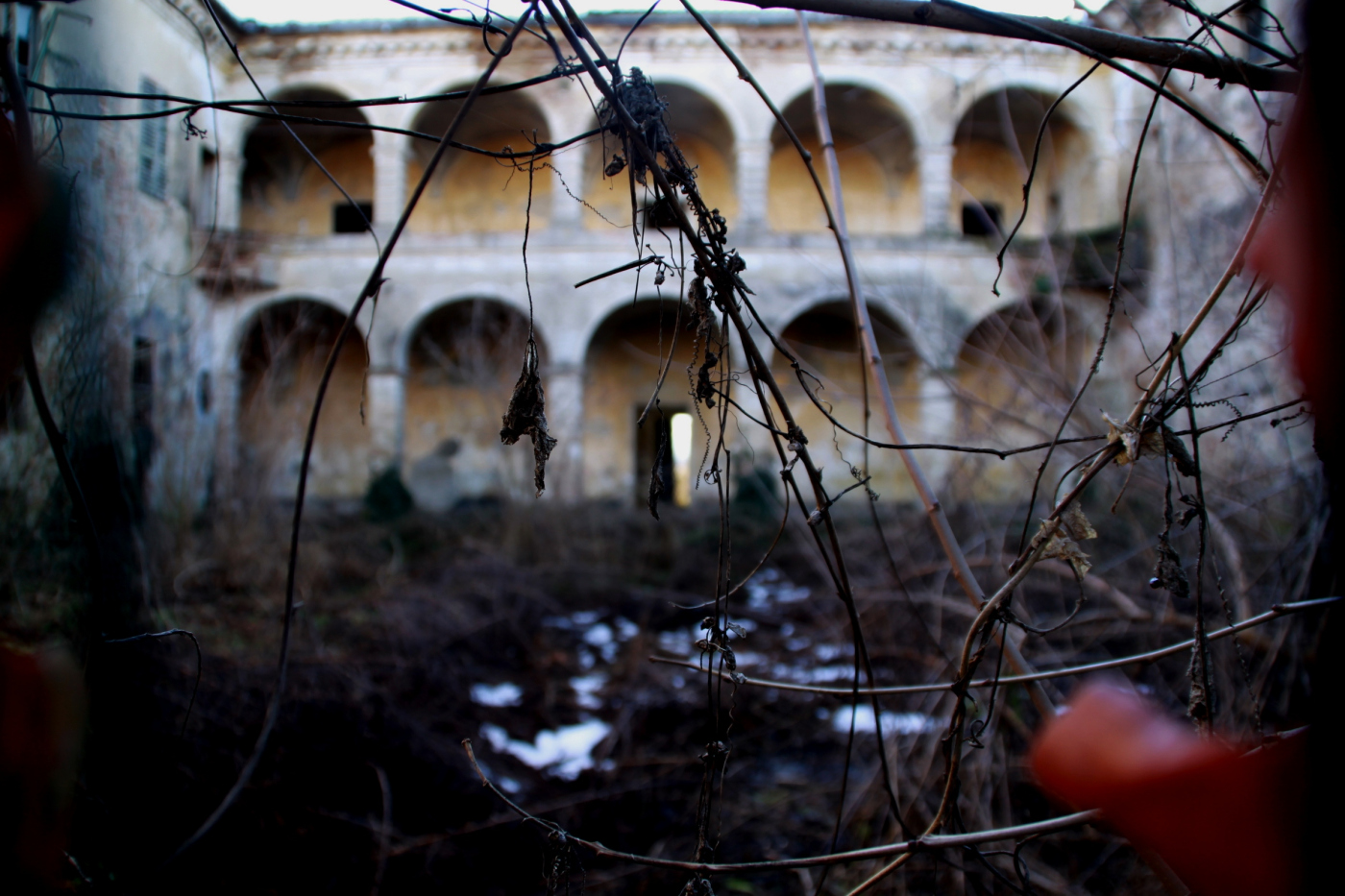
Innenhof mit Loggia des Herrenhauses

Das Landhaus, das vermutlich von einem Architekten aus Florenz projektiert wurde, ist durch eine Loggia in der Mitte und durch einen Innenhof gekennzeichnet, der einst gepflastert war. Bezeichnend ist die Hervorhebung einiger architektonischer Motive: Das Eingangsgewölbe über den seitlichen Höfen, das durch das Motiv der Lisenen plastischer wirkt, das hervorstehende, gebrochene Tympanon und das Motiv des Bossenwerks an den Wechselbändern in den Säulen der Loggia, das sich als suggestivster Teil des Gebäudes zeigt. In den Innenräumen mit Gewölbedecken sind der alte Bodenbelag aus Terrakotta und Fresken aus dem 18. Jahrhundert erhalten. Das Gebäude mit einer Grundfläche von 820 m² hat zwei Stockwerke: Unten das für die Bediensteten und oben für die Herrschaften.
In einer Inventarliste des Anwesens von Cesare Casati aus dem Jahre 1664 gibt es eine Aufstellung der Räume in der Villa Visconti: „das Speisezimmer (mit Sideboard und Bänken); die Küche; das untere Zimmer zwischen der Küche und Flur“, das folgende Dinge enthielt: „eine Sänfte, einen Satinkamm und einen großen Spiegel für die Frau Markgräfin“, es erfüllte vermutlich die Funktion einer Schlafkammer für die Herrschaft; einen Saal im Untergeschoss mit „Brett, um mit seinen Bauern zu spielen“; zwei benachbarte Kammern; ein „unmöblierter Raum, in dem Holz gemacht wurde“; das Fasslager, der Raum, der die Fässer zur Herstellung von Wein enthielt, sowie die Becken für Wäsche und Körperpflege; der „Hof, in dem sich der Brunnen befindet“ (der Innenhof mit der Loggia); „der Pressraum“ (mit Bottichen und dem „Navarolo, um die Trauben zu pressen“); die Stallungen; ein angrenzendes Zimmer und ein weiteres über den Stallungen; das „obere Zimmer, das zum Hortus führt“; die „nahe Dachkammer“, die „Dachkammern über den Ankleideräumen“.